# カルビンとホッブス
カルビンとホッブス（英: Calvin and Hobbes）は、ビル・ワターソン(Bill Watterson)によるコミック・ストリップ形式の新聞連載漫画。アメリカ合衆国の地域新聞を中心に1985年11月18日から1995年12月31日まで連載され、最も多い時で世界中の2,400紙以上に掲載された。『カルビンとホッブス』の単行本全17巻は累計2,300万部以上出版されている。
本作は想像力豊かな6歳の男の子、カルビン(Calvin)と彼の最大の友人であるぬいぐるみのトラ、ホッブス(Hobbes)のユーモラスで一風変わった日常を描いた作品である。
本作品の舞台は、現代アメリカのどこにでもあるような郊外である。主要な登場人物はカルビンとホッブス、その他、カルビンの両親、クラスメート、教師、地域の人々である。本作品の主要テーマは、カルビンの奔放な空想、彼とホッブスとの友情、彼の不運、彼独特の世界観、彼を巡る人々との相互関係など。本作品は特定の政治的テーマは有していない。
本作品の登場人物は、ピーナッツのように非常に愛らしい絵柄で描かれているが、セリフ（特にカルビンのそれ）は鋭い批判精神と毒のあるユーモアに満ちており、そのギャップを楽しむ読者が多い。また、トラのぬいぐるみであるはずのホッブスが、カルビンの精神世界では生きた現実の姿として描かれていることも、読者に純真な幼年時代を喚起させるものである。この両者が相俟って、本作品の絶大な人気につながったとされている。
一方、作者のワターソンは、反商業主義的な感情を持つとともに、注目を浴びることを嫌がったため、本作品にまつわる商品は、単行本の他にほとんど存在していない。それでも、作品の大々的な人気から多数の「海賊版」グッズが産み出されたものの、これらの多くは猥褻な言葉などを伴っており、ワターソンの作品精神と相容れないものである。

## 主要登場人物
カルビン(Calvin)の名は、16世紀の宗教改革者ジャン・カルヴァン(John Calvin)から採られている。ホッブス(Hobbes)の名は、17世紀の哲学者トマス・ホッブズ(Thomas Hobbes)に由来している。ワターソンによれば、主要登場人物2人の名は政治学を学ぶ人へ贈る意図的なジョークであるという。トマス・ホッブズの著書『リヴァイアサン』では、自然状態における人間生活について『孤独でみじめで荒々しく残忍で、そして短い』と記述されているが、この説明はまさに漫画作品中のカルビンそのものである。

### カルビン
カルビンは、感情的で創造性豊か、元気が良く好奇心旺盛、賢さも見せるが度々自分勝手さも見せる6歳男児である。描かれたカルビンはとてもかわいらしい男の子だが、その行動と言動はひどくシビアであり、そのギャップがカルビンの魅力ともなっている。ワターソンは、カルビンについて次のように語っている。
- カルビンはすぐ行動に移すタイプだ。なぜなら彼は社交的であり騒がしくもあるからだ。彼の脳と口の間にはほとんど障壁がないんだ。
- ひょっとしたら6歳にしてはちょっと賢いのかも知れない。カルビンには自制心がないし、やってはいけないことを知らない、それが彼の面白いところだ。
- 我々は大人になる過程でハッキリと物を言わないことを学んでいく。カルビンはそんなことにはお構いなしなんだ。

なお、作品中ではカルビンの姓は明らかにされていない。

### ホッブス
ホッブスは、カルビンの友人のトラである。カルビンにとってホッブスは生きており現実の存在である。しかし、カルビン以外の者にとってホッブスは単なる小さなぬいぐるみのトラに過ぎない。ホッブスはカルビンよりも理性的で落ち着いた一面を持つが、カルビンがいたずらや騒動を起こそうとしていても、遠回しに警告するだけで積極的に止めることはせず、結局はカルビンがトラブルに巻き込まれるオチがつくのが、本作品の定番となっている。
カルビンとホッブスは、一緒にお喋りや遊びに夢中になる無二の親友の間柄である。2人はしょっちゅう言い争いや取っ組み合いを繰り返すが、すぐに仲直りする。本作品の定番のネタとなっているのが、ホッブスが物陰からカルビンへ飛びかかるシーンである。カルビンは大抵避けきれずにのびてしまうが、ひどいケガにはならない。ホッブスはネコ科の勇敢さをアピールできたことに満足するが、カルビンはケガの理由を疑い深い両親に信じてもらえずに不満が募ることとなる。
ワターソンはホッブスの性格（遊び好きで攻撃性が高い）を飼い猫のスプライト(Sprite)から着想している。ホッブスは誇り高きネコ科であり、人間を見下したり皮肉ることがよくある。
『カルビンとホッブス』の第1話において、カルビンが仕掛けたわな（輪なわにツナサンドの囮えさを仕掛けたもの）にホッブスが引っかかっているが、これが2人の最初の出会いである。ただしワターソンは、こうしたホッブスの登場の仕方は不必要なもので、かえって後のストーリー展開上に問題を残したと語っている。

#### ホッブスの現実性
作品内において、カルビン以外の登場人物の観点からは、ホッブスはぬいぐるみのトラとしか描かれない。しかし、カルビンの視点に移ったとき、ホッブスは活き活きした存在として描かれる。ワターソンは、「大人の視点とカルビンの視点を並べて見せて読者へ『どっちが真実？』と謎かけしているのさ」と語っている。
カルビンにとって、ホッブスの現実性は写真にすら現れる。ある話では、カルビンの撮影した写真を見ながら、カルビンにはホッブスが様々な表情をしているように見えていたが、カルビンの父には単なるぬいぐるみにしか見えていなかった。
多くの読者は、活き活きしたホッブスをカルビンの想像の産物か、若しくはカルビンと二人きりの時だけ人形から現実のトラへ変身すると考えている。これに対しワターソンは単行本『Tenth Anniversary Book』にて「ホッブスは、現実のトラへ変身する人形と言うよりも、想像から生まれた現実の存在のようなもの」と解説している。
読者がホッブスの存在性について判断に迷うような話も描かれている。例えば、あるストーリーで、カルビンが魔術師ハリー・フーディーニのように、自らをロープでイスに縛り付けて脱出しようとしていたとき、ホッブスがロープ縛りを手伝っているが、きつく縛りすぎたためにカルビンは脱出することができず、父親にロープをほどいてもらうというオチがつく。作者のワターソンはこの話について、「どっちの解釈も成り立たない、こういった緊張感が好きなんだ。この話は合理的な説明ができないが、逆に言えば自分の好きなようにどんな解釈でもすることができる（想像力が自由に広がる）。」という内容のことを語っている。
またあるストーリーでは、カルビンが通学バス乗り場へ向かう途中、ホッブスも一緒に歩いているシーンが描かれているが、他のクラスメートがいるバス停のシーンでは、ホッブスは途端にぬいぐるみとして描かれる。さらに通学バスが来た時に何が起こったのか、後でカルビンの母が、雨の中バス停に置かれたままのホッブスを拾いに行くシーンも描かれている。
別の奇妙な例もある。それは、カルビンが学校の道路安全ポスターコンテストへ参加する話において、カルビンの想像の中で、大賞をとったカルビンとホッブスの写真が新聞の一面を飾るが、想像の中であるにもかかわらず、新聞一面の写真のホッブスはぬいぐるみとして登場している。
つまるところ、ホッブスの二面性をめぐる曖昧な現実性について、多くの人々は哲学的なものとして、また楽しむ対象として捉えている。カルビンの熱狂的とも言える衝動と対比して、ホッブスは理性の代弁者となっているが、このホッブスの理性は果たしてホッブスに本来的に備わっていたものなのか、それともカルビンの無意識の良心なのか、さらなる疑問は残る。

## 他の登場人物

### カルビンの両親
カルビンの両親はパパ、ママと呼ばれるのみで、名は明かされていない。典型的な中流家庭を営む。
カルビンの父は中年の弁理士である。カルビンに「どうしてお日様は東から西へ行くの？」と訊かれて「太陽風のせいだよ」と答える風変わりな一面も持つ。キャンプなどのアウトドアを好む。しばしばカルビンに「父親選挙」で落選にされ、再度、父親に選ばれるための再選挙にかけられる。カルビンの父は、作者ワターソンの父を元にして描かれている。ワターソンの父も弁理士であった。ワターソンは内心、カルビンよりもカルビンの父に共感を覚えているらしい。
カルビンの母は主婦である。カルビンのいたずらや夫の悪ふざけにイライラさせられることが多い。園芸や読書などの静かな趣味を楽しむ。カルビンの両親は、カルビンのエネルギーに振り回され放しだが、あるストーリーでは、カルビンの母もカルビンの年齢の頃は、負けず劣らずのやんちゃだったことが描かれている。カルビンの母は、夫よりもカルビンと同意することが（特にキャンプの場面では）多い。
ワターソンは、この2人を気に入り、存在あるキャラクターに育て上げた。非常に稀な例ではあるが、カルビンの両親だけが登場するストーリー（友人の結婚式から自宅へ帰ってみると泥棒の被害に遭っており、強い衝撃を受けるというもの）が展開したこともある。

### スージー
スージー・ダーキンス(Susie Derkins)は、カルビンのクラスメイトであり隣人。カルビンとは常に緊張感を伴ったライバルである。スージーはカルビンと違って、行儀が良く、行動や思考も常識的である。カルビンの他にホッブスを生きた存在として接する稀な人物でもある（しかし、彼女の視点の中でもホッブスはぬいぐるみのまま描かれている）。連載初期の頃、カルビンがイヌに盗まれてしまったおもちゃのホッブスを、野原でスージーが見つけた。その後、スージーは自分のウサギのぬいぐるみ、Mrバン(Mr.Bun)とホッブスのためのお茶会を開く。ホッブスと異なり、Mrバンが生きた存在として作品上に描かれることは非常に少ない。それはおそらく、本作品がカルビンの視点から描かれているからであり、カルビンにとってMrバンは生きたウサギには見えないからなのであろう。カルビンからMrバンが生きたウサギに見えるのは、カルビンとスージーがままごとをしている時に限られている。その時、スージーにはMrバンが人間の赤ん坊に見えている。
カルビンは登場せず、スージーが主人公となったストーリーが描かれたこともある。
スージーとカルビンの関係は、いつも衝突ばかりで解決することがない。2人の間が最も接近したのは、スージーがバレンタインデーにカルビンから貰ったプレゼントを大切にし、カルビンもそのことを喜んだという初期のストーリーにおいてである。ワターソンは、2人の愛憎関係を少し誇張して描いており、将来的には互いに成長し合うようになるだろうとしている。

### ワームウッド先生
ワームウッド先生(Miss Wormwood)は、カルビンの小学校の教師である。ワームウッドの名は、C・S・ルイス作『悪魔の手紙』の見習い悪魔から採られた。1時限でも教室にいなければならないカルビンの苦しみに決して同情を見せることはなく、トラブルの兆候が見えるとすぐさまカルビンを校長室へ送還する。

### ロザリン
ロザリン(Rosalyn)は、カルビンの子守にやってくる女子高校生。カルビンのいたずらに耐えうる唯一の子守役（ベビーシッター）であり、カルビンの両親は、継続して子守をしてもらうため、ロザリンに少し多めのバイト代を渡している。ロザリンにはチャーリーという彼氏がいるが、作品中に登場することはない。ただし、ロザリンと（時にはカルビンと）電話で会話するシーンが描かれることはある。
ロザリンがカルビンを子守するときの目標は、カルビンを夕方6時30分までに布団で寝かすことである。カルビンがいたずらを企てると、決まってロザリンは応戦態勢に入るため、カルビンはロザリンを非常に恐れている。ワターソンによれば、ロザリンはカルビンが恐れるほとんど唯一の存在であり、カルビンと同等の邪道さも持っており、カルビンの策略をそのままカルビンへ仕返す能力を有している。
連載後期には、ロザリンとカルビンの関係は深まっていく。それは、カルビンとホッブス以外で「カルビンボール」（野球のような団体スポーツに逆らうかのように、カルビンが発明したスポーツ）を唯一ロザリンだけがプレイできたためであり、比較的平和な子守の夜が訪れた。

### モー
モー(Moe)は、カルビンのクラスメイトのガキ大将。カルビンをあきらめの境地へ追いやることのできる唯一の存在である。また、カルビンを意図的に痛めつける敵役でもある。

### その他
医師(Doctor)
カルビンが時々訪れる小児科医は、子供に優しく温厚な雰囲気である。しかし、カルビンの目から見た小児科医は、凶悪でサディスティックな尋問者であり、時にはエイリアンの姿に描かれることもある。カルビンは小児科へ行くと、目につく医療機器全ての使用目的を尋ねたり、また、やぶ医者なのではないかと難詰したり、医療過誤保険をきちんと支払っているか、医師試験に合格したかを訊いたこともある。こうした悪ふざけにある時、医師は怒ってこう言った。 「坊主、私にヒポクラテスの宣誓を撤回させるつもりかい？」
スピットル校長(Principal Spittle)
カルビンの小学校の校長。カルビンがワームウッド先生の我慢の限界を超えた時に登場する。ワームウッド先生と同様、おもしろみのない人物である。なお、スピットルとは英語で唾液の意。
クラスメイトたち(Schoolmates)
作品にはカルビンのクラスメイトが多数登場するが、スージーやモーを除いては無名の存在である。普段、カルビンは彼らを特に意識していないが、カルビンが起こすいたずらなどに対しては反撃に出ている。
マックスおじさん(Uncle Max)
カルビンの父方のおじで、口ひげを生やしている。
マックスが登場すると、カルビンの両親を名前で呼ばせる必要が生じること、また、マックス自体が『カルビンとホッブス』の世界観にうまく合わないことに気づいたワターソンは、マックスをその後登場させることはなかった。
ロックジョー・コーチ(Mr.Lockjaw)
小学校の野球チームのコーチ。ずんぐりとして無骨な男である。カルビンがチームを辞める時、ロックジョーは「いくじなし」と呼んだ。このトラウマにより「カルビンボール」が発明されることとなる。

## 舞台設定
本作品では、カルビンの住所に関する情報を読者へ与えないようにしている。それは、読者の気を引くためと言うよりも、読者と一緒にカルビンの住所を探ることを楽しもうという意図によるものであるらしい。例えば、あるストーリーで教師から自分たちが住んでいるstate（州）を訊かれたカルビンは「デニアル」（state of denial＝真実を認めない状態の意）と答えている。そうは言いながらワターソンは作品中に幾つかの手がかりを残している。
- ホッブスは一度、地図を見ながら「自分たちの家は（United Statesの）Statesの"e"の近くだ」と言ったことがある。
- 冬季は雪が定番のように描かれていることから、作品の舞台はアメリカ北部であることがほぼ確実とされている。ワターソンの故郷、Chagrin Falls（オハイオ州）はエリー湖畔の積雪地域にあり、多くの降雪がある。
- ある回では、カルビンが地域自然歴史博物館の前にあるステゴサウルスについて話すシーンがある。オハイオ州クリーブランド市の自然歴史博物館の前には金属製のステゴサウルスが置かれている。
- ワターソン自身が次のように語っている。「11月の話を描く時、いつも簡素でわびしいイバラの多いオハイオの雰囲気を醸し出したいと考えているんだ。」オハイオは彼の育った地であり、彼が本作品を描き始めた地でもある。
- カルビンの父親が、自宅からカリフォルニア州まで飛行すると3時間のロスになる、と語るシーンがあるが、これはカルビンの自宅がアメリカ東部標準時間のエリアにあることを示している。
- 幾つかの話には、カルビンの自宅が、高層ビルの建つダウンタウンからそう遠くない場所にあることが示されている。カルビンはいつも空想の中で巨大化したり空飛ぶじゅうたんに乗って街へ出かけている。
- カルビンが風船に吊り上げられて空高く舞い上がった時、空中から見たカルビンの町は郊外にあるかなり大きな規模であるようであった。
- 単行本『The Essential Calvin and Hobbes』の裏表紙に描かれた風景は、詳細部までワターソンの故郷であるChagrin Fallsとほとんど同一である。

## 歴史
元々ワターソンは、（内心嫌っていた）広告業で働いていたが、そのうち彼は余暇の時間に、（彼が本当に愛していた）漫画を描くようになり、『カルビンとホッブス』を着想することとなった。彼は多数の作品をシンジケート（通信社）へ送り続けたが、なかなか採用されなかった。しかし、シンジケートの1つから「主人公の弟（ぬいぐるみのトラを持っている男の子）をメインとした話に好感を持った。」との回答を得たことが契機となり、ワターソンは、小さな男の子とぬいぐるみのトラを作品の主人公に置き始めた。するとワターソンの作品はほどなくUPS(Universal Press Syndicate)に採用されることとなった。
最初に紙面へ登場したのは1985年11月18日のこと。作品はあっという間にヒット作となった。1年も経たないうちに作品は全米約250紙に掲載されるようになった。1987年4月1日のロサンジェルスタイムズ紙（アメリカの主要紙の1つ）にはワターソンと『カルビンとホッブス』の特集が組まれるなど、次第に注目を集めていった。ワターソンは全米漫画家協会から「漫画家オブ・ザ・イヤー」を1986年と1988年の2回受賞した。
本作品は2回の長期休載があった。最初は1991年5月～1992年2月、次が1994年4月～同年12月である。
1995年にワターソンは、シンジケートを通じて作品を掲載する新聞各社へ「今年の年末で『カルビンとホッブス』の連載を終了する。毎日の締め切りに追われるよりも、自分のペースで仕事がしたい。『カルビンとホッブス』が多くの新聞に掲載されていることは、私の誇りだ。過去10年間にわたる皆さんのご支援に感謝したい。」という内容の手紙を送った。
そして1995年12月31日に、最後の作品が掲載された。そこでは、カルビンとホッブスが新雪の中で大いに遊び楽しむ様子が描かれていた。そして最後のコマでカルビンは「さあ、探検に行こうよ！」とさけぶ。

## 作者ワターソン
連載初期の頃から、ワターソンはシンジケートに対して違和感を持っていた。シンジケートは、ワターソンに対して登場人物の商品化と単行本第1巻発売に伴う全米各地へのプロモーションを要求してきたが、ワターソンはこれを拒否した。ワターソンは、商業化を漫画の世界へ悪影響を及ぼすものと見ており、商業化によって作品と作者の清純性が汚されると考えていたのである。
ワターソンはまた、新聞紙面の中で漫画の占めるスペースが徐々に縮小していることにも不満を感じるようになる（アメリカの新聞には漫画面というものが存在しており、1面に多数の漫画が掲載されている。漫画のほとんどは8コマである。）。彼は、単純な会話や中身のない芸術作品以上の何かのためのスペースが新聞に必要だと考えていた。芸術形式としての漫画が希薄で、味気なく、独創性のないものになることを嘆いてもいた。ワターソンは、紙面の数コマ分しか各漫画に割り当てられないことに反対して、紙面一杯分の『カルビンとホッブス』を掲載することに取り組み始めた。彼は、『Little Nemo』のような古典漫画が持っていた芸術の自由に憧れていたのである。そして彼は、その自由の下でどんなことができるのか、の一例を『The Calvin and Hobbes Lazy Sunday Book』（日曜版の作品を収載した単行本）の1ページ目に提示した。
ワターソンが最初の長期休暇（1991年5月～1992年2月）を取っている間、シンジケート(UPS)は以前に掲載した『カルビンとホッブス』を再使用して各新聞社へ配給した。ほとんどの新聞編集者はこの動きを歓迎しなかったが、非常に人気のある作品だったため、読者を失うことを恐れてシンジケートの選択を受け入れざるを得なかった。そしてワターソンが復帰すると、シンジケートは『カルビンとホッブス』の日曜版について、新聞紙面の半分を割り当てることをワターソンに保証したと発表した。これに対して、多くの新聞編集者（と幾人かの漫画家ですらも）は、傲慢であり漫画界の慣習に反しているとして批判を加えた（ワターソンは全く無視したけれども）。ともあれ、ワターソンは日曜版漫画における創造的自由をより一層享受することとなったのである。この変化以前、ワターソンは決められたコマ数・レイアウトの中で僅かな自由しか発揮し得なかったが、変化以後は好きなようにレイアウトすることができた。実は、この変化より前に、彼が抱いていた標準的なスペース配分への不満が幾つかの作品に現れている。その一例が1988年のある日曜版作品である。大きな一コマから成るこの作品は、人物や吹き出しが全て最下端に集中しており、新聞編集者がこの作品を紙面に収めるには作品の上端を切り捨てざるを得ないようになっていた。
ワターソンはこの変化に関して、嬉しいことにシンジケートから期待以上の自由度が与えられたこと、当初は新聞掲載の取りやめが相次いだが（人気作品であるために）数週間も経たないうちに再掲載が申し込まれてきたこと、自分の試みは新聞へ新たな活気を産み出したと考えていること、等について語っている。
こうした変化にもかかわらず、『カルビンとホッブス』は絶大な人気を保ち続け、ワターソンはそのスタイルと技術をより深化させていくことができた。
本作品の連載終了後、ワターソンは公式の場に一切姿を見せておらず、新作の話題も聞こえていない。彼は自らの信念に従って、サインや漫画キャラクターの商品化に拒否の姿勢を貫いている。ただしごく僅かな例外として、彼の自宅近くにある個人経営の書店の棚に、彼のサイン入り『カルビンとホッブス』が陳列されていることが知られている。

## スタイル及び影響
『カルビンとホッブス』を特徴づけるのは、簡素ながらも職人的な丁寧な作画、知性を感じるユーモア、痛烈な批評眼、社会・経済への含蓄ある指摘、そして個性あふれる登場人物たちであろう。こうした特徴は、チャールズ・M・シュルツの『ピーナッツ』、パーシー・クロスビーの『スキッピー（スキピイ）』、ジョージ・ヘリマンの『クレイジー・カット』等の先行者と共通している。また、ワターソンによる社会風刺としての漫画著作は、ウォルト・ケリーの『Pogo』と相通じるともされている。『カルビンとホッブス』連載初期の作風は、特にシュルツとケリーの影響が色濃い。
ワターソンの芸術スタイルで特筆すべき点は幾つかある。登場人物の多様性と大げさな表現。カルビンの空想癖の裏側にある綿密に組み立てられつつ風変わりでもある背景。写実的な動き。しばしば登場する視覚的なジョークと隠喩。以前よりも大きなスペースが与えられた連載後期に、ワターソンは、その都度異なるレイアウトや全く会話のないストーリー、空白の多用などの自由な試みを行った。
ワターソンの作画はまず、最低限度の簡単な鉛筆スケッチから始まる。それから、小さなセーブルブラシとインドインクを使って清書に入る。彼は色遣いに注意を払う。作画にかかる時間のうち、かなりの時間を日曜版に使う最適な色の選択に費やしていた。

## 商品化
ワターソンは「漫画はそれ自体で芸術形式として存在している」」という主義を持っており、いかなる用途・目的においても『カルビンとホッブス』の商品化を禁じている。この主張のおかげで彼は、おそらく年間数億円の収入を逃していると見られる。また、本作品がその人気にもかかわらずアニメ化されない理由も彼の主義にあることが判る。
『カルビンとホッブス』関連の公認商品は、単行本の他には、複製原画と、初期に発売された18ヶ月カレンダー（超稀覯品である）の他には存在しない。市中にあるTシャツやステッカーのたぐいはすべて非公認である。YouTube等に投稿されているアニメーションもすべてファンメイドである。
2010年発売のUSポスタルの記念切手シリーズ"Sunday Funnies"中の一枚として、「ガーフィールド」や「わんぱくデニス」などとともに絵柄が採用された

## 出版物
『カルビンとホッブス』の出版物は、英語圏で単行本が17冊出版されている（2005年9月1日に18冊目が発行される）のをはじめとして、世界中20以上の言語で発行されている。そのうち、日本語版の出版物は以下のとおりである。
- 『カルビンとホッブス 1』柳沢由美子訳,集英社,1993年, ISBN 4-0877-3167-7
- 『カルビンとホッブス 2』柳沢由美子訳,集英社,1993年, ISBN 4-0877-3168-5
- 『カルヴィン＆ホッブス』かなもりしょうじ訳,大和出版,2004年, ISBN 4-8047-6108-X